# 519
Cette page concerne l'année 519  du calendrier julien. Pour l'année 519 av. J.-C., voir 519 av. J.-C. Pour le nombre 519, voir 519 (nombre).
L'année 519 est une année commune qui commence un mardi.

## Événements
- 1er janvier : Justin Ier et Eutharicus sont nommés consul[1]. Des émeutes antijuives éclatent à Ravenne après les fêtes organisées pour célébrer le consulat au début de l'année[2]. Théodoric, alors à Vérone, ordonne que la reconstruction des synagogues incendiées soit financée par la population chrétienne[3].

- 28 mars : le patriarche de Constantinople Jean II de Cappadoce souscrit au formulaire chalcédonien envoyé par le pape Hormisdas, suivi par les évêques réunis en Assemblée générale à Constantinople. Le schisme d'Acace entre les Églises d'Orient et d'Occident prend fin[4].

- Cerdic, victorieux des Bretons à Cerdicesford (Charford) au nord de Southampton, fonde le royaume saxon du Wessex (fin de règne 534)[5].

## Naissances en 519
Pas de naissance connue.

## Décès en 519
- Licinius, évêque de Tours.